# Itura deridderae
Itura deridderae is een raderdiertjessoort uit de familie Ituridae. De wetenschappelijke naam van deze soort is voor het eerst geldig gepubliceerd in 1993 door Segers.